# Arnould II de Wezemaal
Pour les articles homonymes, voir Arnould de Wezemaal, Arnould et Wezemaal.
Arnoul(d) II de Wezemaal, de Wesemael(e) ((la): Arnulfus de Wesemale.), originaire du Brabant, fut seigneur de Wezemaal et maréchal du duc de Brabant au XIIIe siècle.

## Biographie
Fils d'Arnould, « Miles, Milites »  de Wezemaal et de Clémence de Montferrant, le premier acte où il figure est une charte datant de 1226 dans laquelle il se qualifie de seigneur de Wezemaal,. On situe sa majorité (14 ans) aux environs de l'année 1219, lorsqu'il fit don des terres sur lesquelles l'abbaye cistercienne de Val Virginal (Oplinter) fut bâtie.
Il épouse en premières noces Béatrice de Breda, apparentée à la famille des ducs de Brabant qui lui apporte la seigneurie de Perck. Il tenait également de son père des biens à Oolen et Westerloo (au nord de Wezemaal) qui furent l'objet de nombreux litiges avec l'abbaye de Tongerlo. Son père ayant semble-il usurpé certains droits notamment à Oosterwijk, Wiekevorst ou encore Hezewijk.
Arnould II était également maréchal du duché de Brabant, ministérialité acquise grâce à son père. Arnould Ier ayant escorté le duc Godefroid III de Louvain pour se rendre en Terre Sainte en 1183 (peu avant la troisième croisade) et semblait tenir une place importante au sein de la cour ducale. On ne sait pas exactement quand il obtint cette charge mais en 1242, c'est un certain Gosuin de Wemmel qui la détenait.
Il s'attacha à développer ses droits seigneuriaux et à défendre ses intérêts vis-à-vis des abbayes pré-citées mais aussi avec les ducs de Brabant, notamment en 1237 au sujet des droits de haute justice et l'usage des fourches patibulaires à Wezemaal et Westerloo. Ses relations avec les abbayes d'Averborde et de Parc-les-Dames (à Rotselaar) furent bien meilleures comme en 1232 lorsqu'il cède l'église de Wezemaal et toutes ses dépendances à la première citée mais avec l'obligation que celle-ci choisisse des hommes de son domaine pour cultiver les terres.
De son premier mariage naquirent cinq enfants mâles légitimes :
- Arnould III de Wezemaal, qui lui succède ;
- Godefroid, seigneur de Perck, qui hérite de Wezemaal lorsque son frère aîné rejoint les templiers ;
- Henri ;
- Gérard (nl), seigneur de Berg-op-Zoom et de Quabeke ;
- Gautier.

On lui attribue également un sixième fils, Francon, que l'histoire a retenu comme le bâtard de Weezemaal qui a défendu le château de Namur en 1256.
Sa première femme est mentionnée pour la dernière fois en 1244 et il épouse Alix de Louvain en 1251 avec laquelle il n'eut pas d'enfants.
L'année précise de sa mort est inconnue. Il figure avec certitude en 1260 dans une charte, accompagné d'Alix et il est difficile d'identifier qui de son fils ou de lui a posé son sceau sur des actes datant de 1263/65.

### Chevalier de l'ordre du Temple?
Quelques sources contradictoires pourraient laisser penser que le seigneur de Wezemaal qui devint templier et souverain maître d'hôtel des rois de France fut Arnould, deuxième du nom et non Arnould III (son fils).
L'historienne d'art Meredith P. Lillich indique que son second mariage avec Alix de Louvain date de 1251 et que ce serait lui qui après 1265, à la tête d'une révolte contre le duc Jean Ier de Brabant, aurait été excommunié. Réconcilié avec la cour ducale, son excommunication fut levée et il aurait rejoint les templiers vers 1268/70. Outre son âge déjà avancé, sachant que celui qui fut templier est mort en 1291, cet auteur s'appuie sur une source qui mentionne son fils, déjà seigneur de Wezemaal en 1265 (avant cette révolte). Le templier Arnould de Wisemale est mentionné pour la première fois en 1271 dans la région des Pouilles or Arnould III n'était plus seigneur de Wezemaal en 1270, son frère Godefroid lui ayant succédé.

### Blason
Il portait: De gueule à trois fleur de lys d'argent,.